# Marc van den Broek

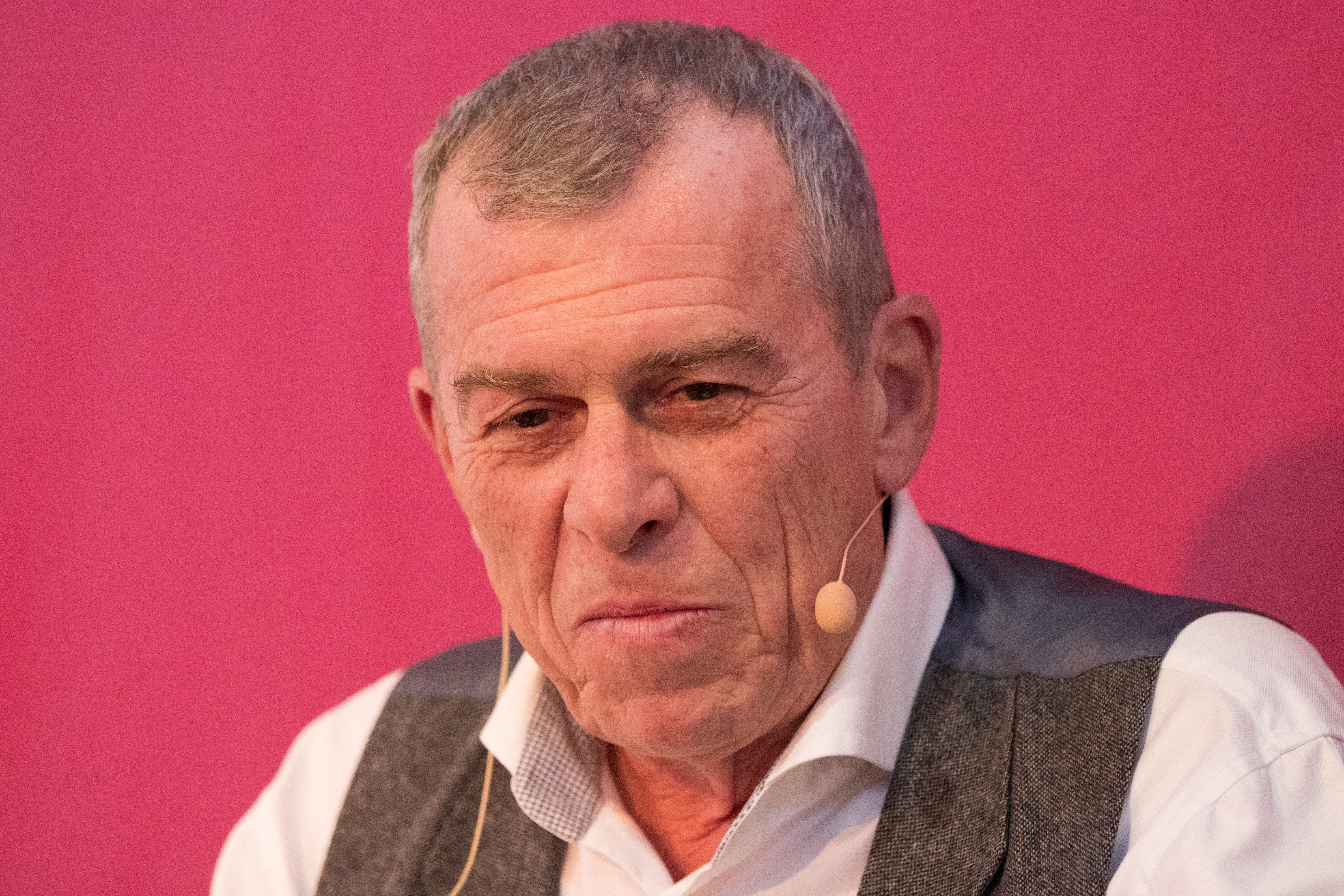
Marc van den Broek auf der Frankfurter Buchmesse (2018)

Marc Jozef Magareta van den Broek (* 2. Februar 1953 in Antwerpen) ist ein belgischer Maler und Bildhauer.

## Ausbildung
Von 1963 bis 1965 und 1970 bis 1971 besuchte er die Königliche Akademie der schönen Künste Antwerpen im Stadtteil Berchem von  Antwerpen. In der Zeit von 1965 bis 1970 absolvierte er ein Studium an der Technische School voor Elektro-Mechanik in Antwerpen, gefolgt von einem Studium am Institut voor Kunstambachten, Antwerpen von 1972 bis 1975. 1975 bis 1976 war er im Atelier für künstlerisches und wissenschaftliches Zeichnen an der Justus-Liebig-Universität Gießen.

## Werk

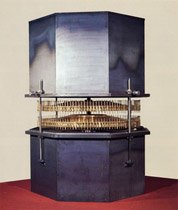
Die Unabhängigkeitserklärung

Zu Beginn der 1980er Jahre widmet sich Marc van den Broek Rauminstallationen in Form einer Symbiose aus Kunst und Technik, den Flugobjekten Mutanten. 1984 beginnt er mit der Entwicklung kinetischer Kunst, die 1987–1989 in den Archaisch-Technologischen Metamorphosen (A.TE.M.) ihren Höhepunkt findet. A.TE.M. als ein manifester Ausdruck Marc van den Broeks symbolisiert die geistige Gesamtkonzeption: archaisch sind die auftretenden Grundformen (Kugel, Kubus, Pyramide), technologisch ist das Konstruktionsprinzip der Objekte und in der Bewegung der Objekte vollzieht sich die Metamorphose.

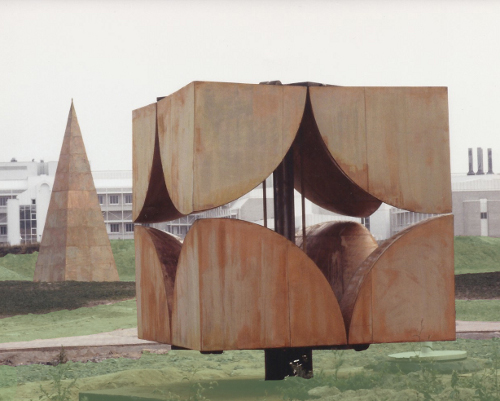
A.TE.M. Langen

Die Unabhängigkeitserklärung entsteht 1990–1992 als kinetische Skulptur, die am Ende des Industriezeitalters den Abschied von der Epoche des Materialismus markiert.
Inspiriert durch die langjährige und intensive Zusammenarbeit mit Industrie- und Wirtschaftsunternehmen entwickelt Marc van den Broek in den 90er Jahren das Projekt Vom Wirken der Kunst in Unternehmen. Er greift darin den Begriff Joseph Beuys der Sozialen Plastik auf und sieht in der Symbiose von Kunst und Unternehmen einen synergetischen Gestaltungsprozess, der Inspiration, Innovation und Erkenntnis fördert und somit zur geistigen Entwicklung der Gesellschaft beiträgt. Diesen Ansatz verfolgt Marc van den Broek in seiner Zeit in New York (1998–2008), wo er mit vielen namhaften Unternehmen zusammenarbeitet.
Parallel dazu setzt sich der Künstler vor allem mit der Frage auseinander, wie sich durch den Einfluss des Internets Realitäten wandeln, Wahrnehmungen verändern und wie dies in der Kunst darstellbar werden kann. Dazu arbeitet er an einem großformatigen Gemäldezyklus mit dem übergeordneten Thema Engel und andere Botschafter. Im Frühjahr 2010 entsteht in Hamburg der Nomadengarten, eine Kunst-Installation zum Thema Soziale Plastik. Nach dem Baukastenprinzip lässt sich der Nomadengarten an jedem Ort installieren und wirkt dort auf den urbanen Organismus. Der experimentelle Kurzfilm #MEAT erscheint 2016 und wird in den darauffolgenden Jahren auf internationalen Filmfestivals gezeigt und ausgezeichnet.
Seit über 35 Jahren beschäftigt sich Marc van den Broek eingehend mit dem Werk Leonardo da Vincis. Dies führt ihn 2018 zu seiner Veröffentlichung Leonardo da Vincis Erfindungsgeister, in der er die Ursprünge von da Vincis technischen Illustrationen untersucht und deren Quellen zurückverfolgt. Im Jahr 2019 erschien die englische Auflage Leonardo da Vinci Spirits of Invention.

## Ausstellungen
- 1974: Galerie Den Bellaert, Antwerpen
- 1976: Salon International Jeune Peinture, Versailles
- 1977: Belgisches Haus/Konsulat, Köln
- 1977: International Drawing Biennale, Cleveland
- 1977: Universitätsmuseum, Marburg
- 1977: Atelier Christa Moering, Wiesbaden
- 1977: Kulturamt Wetzlar, Avemann´sches Haus, Wetzlar
- 1979: Kunstkammer Manebrugge, Antwerpen
- 1980: Internationale Jugendtriennale und Meister der Zeichnung, Nürnberg
- 1982: Hochschule der Künste, Berlin
- 1983: Kunsthalle-Studio, Darmstadt
- 1983: Brückenturm-Galerie, Mainz
- 1984: BMW-Galerie, München
- 1984: BMW-Galerie, Berlin
- 1985: Kunsthalle Künstler aus Hessen, Darmstadt
- 1985: AREA, New York, NY
- 1985: Hessische Kulturtage in Armenien, USSR-Erevan
- 1985: Galerie CA, Düsseldorf
- 1986: Museum, San Sebastian
- 1986: Mathildenhöhe „Symmetrie“, Darmstadt
- 1986: Neue Darmstädter Sezession, Darmstadt
- 1987: Rathaus Tempelhof „Der Traum vom Fliegen“, Berlin
- 1987: Messe „Energie und Umwelt“, Saarbrücken
- 1987: Land Hessen „Engel und andere himmlische Wesen“, Bonn, Bad Soden, Hannover
- 1989: Flughafen, Frankfurt
- 1992: Museum, Bad Hersfeld
- 1992: Brückenturm-Galerie, Mainz
- 1994: Der neue Adam, Berlin, Kassel
- 1994: Stadthaus am Dom, Wetzlar
- 1997: IHK Würzburg-Schweinfurt, Würzburg
- 2000: Iron Cast Galerie, New York/USA
- 2003: N6 Galerie, Brooklyn, New York/USA
- 2006: ZDF Studio Exhibition, Brüssel/Belgien
- 2011: Schaalsee Galerie, Dargow
- 2013: A.TE.M. Werkstätten, Hamburg
- 2015: Kulturschiff MS Stubnitz, Museumsschiff Cap San Diego, Hamburg
- 2016: A.TE.M. Galerie, Hamburg
- 2019: Kunstarche, Wiesbaden

## Kunst am Bau
- 1987: Eingangshalle Louise-Schröder-Schule, Wiesbaden
- 1988: Prähistorisches  Museum, Dotternhausen
- 1988: Foyergestaltung Fernmeldeamt, Wiesbaden
- 1988: „A.TE.M.“, Aussenbereichsgestaltung der Flugsicherungsakademie der DSF Deutsche Flugsicherung, Langen/Frankfurt a. Main
- 1989: Foyergestaltung der Firma M.C.S., Eltville/Rhein
- 1990: Foyergestaltung Firma Ploenzke, Wiesbaden
- 1990: „ATEMSTERN“, Innenhofgestaltung der KfW, Frankfurt a. Main
- 1990: „Implantat“, Kunstprojekt für Desy Hamburg, Hamburg, Frankfurt a. Main
- 1990: Gestaltung des Magistratssitzungsraumes Rathaus, Wiesbaden
- 1993: Foyergestaltung Procedo, Wiesbaden
- 1994: Holocaustmahnmal, Gedenkstätte Nordenstadt, Wiesbaden-Nordenstadt[3]
- 1995: Gestaltung Crédit Suisse, Messeturm, Frankfurt
- 1995: Gestaltung Transitrestaurant, Flughafen Zürich Kloten

## Sammlungen
Marc van den Broeks Arbeiten sind in den folgenden Sammlungen vertreten:

Stadt Mainz, Stadt Wiesbaden, Stadt Wetzlar, Kreditanstalt für Wiederaufbau KfW, Frankfurt, Credit Suisse und Flughafen Zürich

## Auszeichnungen
- 1994–1995 Deutsche Corporate Design Award
- 2001 Exhibit Design Award Monsanto
- 2001 Exhibit Design Award AVAYA (AT&T)
- 2004 Industrial Designer Society of America Excellence Awards-Silver; IDEA für den Botanischen Garten Cleveland
- 2017 Remi Winner, 50th Worldfest Houston, International Film Festival, Houston/Texas
- 2017 Winner, Best Experimental Shortfilm, Short to the Point, Film Festival Bukarest/Rumänien
- 2017 Winner, Liverpool Independent Film Festival, Liverpool/UK
- 2018 Winner/Gold Award, International Independent Film Awards, Encino, Los Angeles/US